# Lison-Pramaggiore
Il Lison-Pramaggiore (o Lison Pramaggiore) è una DOC riservata ad alcuni vini la cui produzione è consentita nelle province di Venezia, Treviso e Pordenone.
La promozione e la tutela dei vini è affidata al Consorzio Venezia con sede legale a Venezia e sede operativa a Pramaggiore.

## Storia
La doppia denominazione Lison-Pramaggiore si deve all'originaria presenza di due denominazioni successivamente unificate.
Nel 1971 viene istituita la DOC "Lison" al vino tocai prodotto, appunto, attorno alla frazione Lison di Portogruaro. L'anno successivo è riconosciuta la DOC "Pramaggiore" per i vini merlot e cabernet prodotti nella zona di Pramaggiore.
Nel 1985, su richiesta degli stessi produttori, le due denominazioni vengono fuse per formare l'odierna Lison-Pramaggiore. Al contempo, la lista dei vini si arricchisce con l'introduzione del pinot bianco, dello chardonnay, del pinot grigio, del verduzzo, del riesling italico, del sauvignon e del refosco dal peduncolo rosso.
Con decreto legge del 29 maggio 2000 è entrato in vigore un nuovo disciplinare di produzione della D.O.C. e sono stati inseriti nuovi vini: il malbech, il verduzzo dolce e gli uvaggi bianco e rosso.
Il 7 gennaio 2011 è entrato in vigore il decreto legge del 22 dicembre 2010 che definisce l'attuale disciplinare di produzione della D.O.C. e l'istituzione delle D.O.C.G. "Lison" e "Lison classico".
Nel 2011 il Consorzio Volontario Tutela Vini DOC Lison-Pramaggiore si è fuso con il Consorzio Tutela Vini del Piave DOC per formare l'odierno Consorzio Vini Venezia.